# Валер'яна
Валер'яна або валеріана (Valeriana) — рід багаторічних трав'янистих рослин підродини валер'янові (лат. Valerianoideae) родини жимолостеві (лат. Caprifoliaceae). Включає понад 400 видів, котрі поширені в помірних, субтропічних і тропічних гірських регіонах світу. Наукова назва походить від лат. valere — «бути здоровим». Назва була вперше вжита в книзі італійського ботаніка Маттео Сільватіко (1285—1342).
Найбільш відомий вид — валер'яна лікарська (лат. Valeriana officinalis L.), широко використовується як лікарський засіб.

## Ботанічний опис
Кореневище довжиною 2-4 см, діаметром 2 см, з численними корінням, довжиною до 20 см і діаметром 1-4 мм. Кореневище і корінь мають характерний запах.
Квітки дрібні, запашні, від білих до темно-рожевих.
Цвіте з травня по серпень, плоди дозрівають в липні — вересні.

## Поширення
Виростає в Європі, в центральній і північній частинах Азії, в Північній і Південній Америці. Валеріана росте на схилах гір, по берегах річок, на заливних, болотистих місцях, на лісових галявинах. Часто утворює великі зарості, які використовують для заготівлі коренів.
В Україні зростають: валер'яна дводомна (Valeriana dioica), валер'яна Ґроссгейма (Valeriana grossheimii), валер'яна лікарська (Valeriana officinalis), валер'яна російська (Valeriana rossica), валер'яна повзучопагонова (Valeriana stolonifera), валер'яна трикрила (Valeriana tripteris), валер'яна бульбиста (Valeriana tuberosa).

## Біологічні особливості
Цвіте з травня по серпень. Плоди дозрівають в червні — вересні. Валеріана лікарська складається з декількох підвидів і різновидів, що розрізняються між собою деякими морфологічними ознаками і місцепроживанням. Вона добре пристосовується до умов середовища, тому зростає на найрізноманітніших ґрунтах, в різних температурних умовах. Як вологолюбна культура, добре росте на ділянках з підвищеною вологістю ґрунту. Хороші врожаї дає на осушених і окультурених торфовищах.
Розмножується насінням.

## Застосування

### Харчове застосування
У США валеріану використовують при виробництві есенцій, лікерів, настоянок. Як ароматизатор вона входить в препарат для гаванських сигар і турецького тютюну.
Як пряність, валеріану використовують в основному в європейських країнах. В Англії свіже листя додають в салати. Іноді з них готують салат гарнір до рибних страв.

### Лікарські властивості
Валеріана використовується в медицині як седативний засіб. Терапевтична дія валеріани обумовлена комплексом речовин, які містяться в ній, перш за все ефірною олією та алкалоїдами. У кореневищах і коренях кількість ефірної олії досягає 2 %.

## Види
- Valeriana alypifolia
- Valeriana aretioides
- Valeriana asterothrix
- Valeriana bertiscea[4]
- Valeriana buxifolia
- Valeriana californica
- Valeriana celtica
- Valeriana cernua
- Valeriana coleophylla
- Valeriana dioscoridis[4]
- Valeriana edulis
- Valeriana fauriei
- Valeriana glechomifolia
- Valeriana kreyeriana
- Valeriana montana[5]
- Valeriana occidentalis
- Valeriana officinalis
- Valeriana pancicii[4]
- Valeriana pauciflora
- Valeriana saxatilis
- Valeriana scouleri
- Valeriana secunda
- Valeriana sitchensis
- Valeriana uliginosa[6]

## Галерея

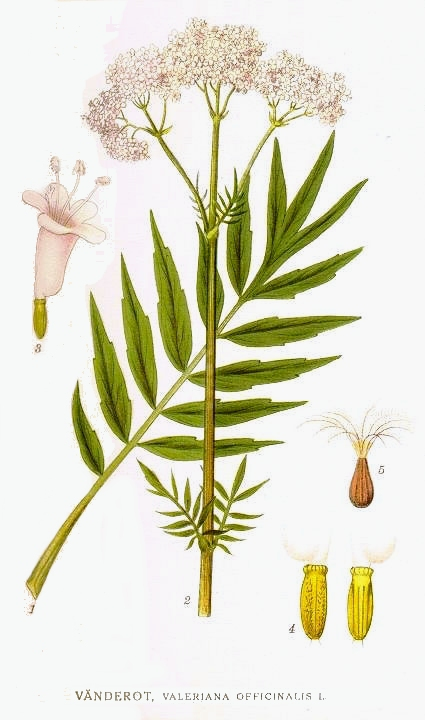
Valeriana officinalis
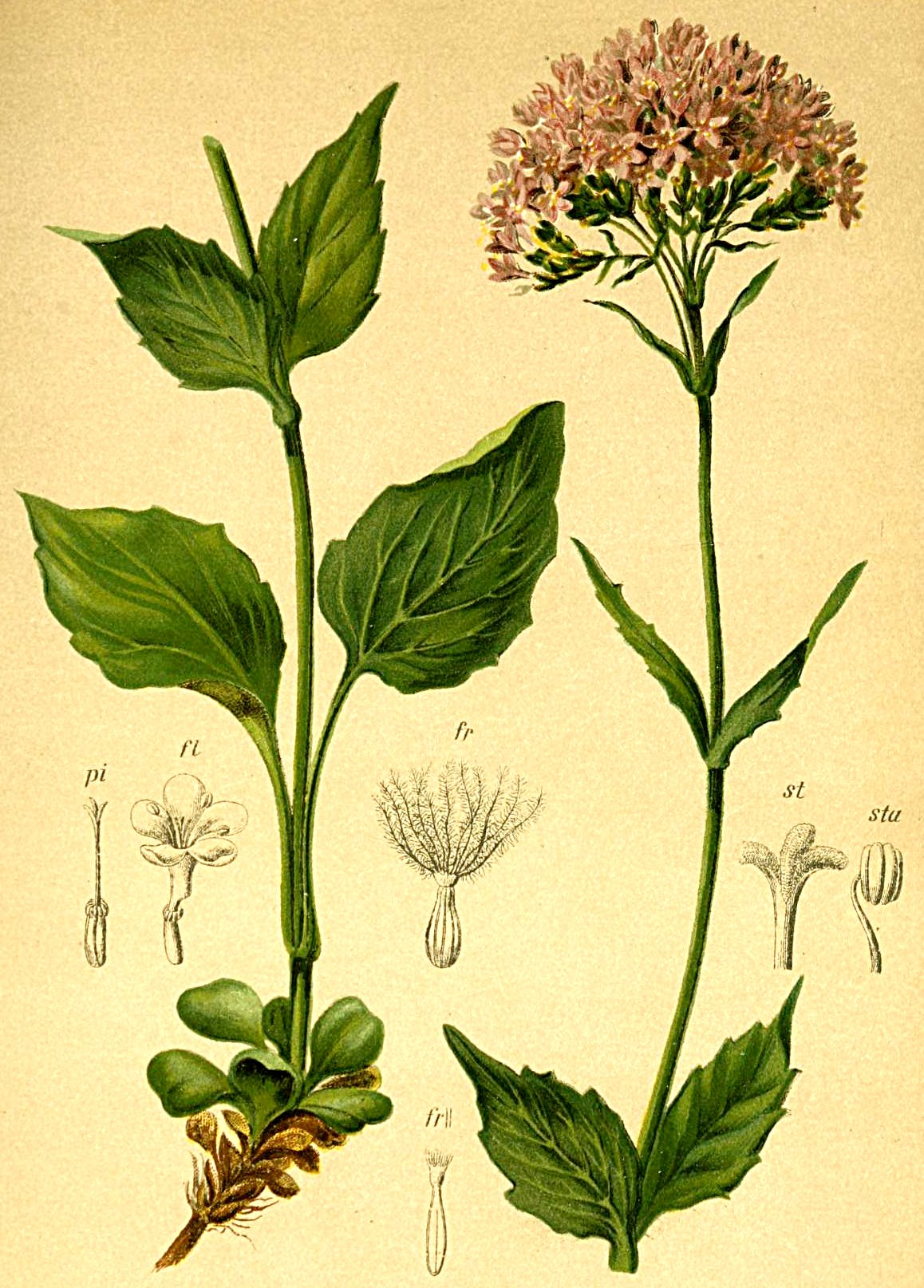
V. montana